# Sophiya Haque
Sophiya Haque (* 14. Juni 1971 als Syeda Sophia Haque in Portsmouth, Hampshire, England; † 16. Januar 2013 in London, England) war eine international bekannte britische Schauspielerin, Sängerin, Fernsehmoderatorin und Tänzerin.
Ihre bekannteste Rolle hatte sie als Poppy Morales in der britischen Fernsehserie Coronation Street zwischen 2008 und 2009. Sie trat darüber hinaus in zahlreichen Filmen und Musicals auf, nicht selten im Bollywood-Genre.

## Leben

### Kindheit und Jugend
Haque wurde als Tochter eines bangladeschischen Vaters und einer britischen Mutter geboren. Sie war die jüngste von drei Töchtern.
Ihre Mutter Thelma, eine Lehrerin, kümmerte sich um ihre Erziehung. Haque besuchte die Priory School in Orpington und nahm bereits ab dem Alter von zweieinhalb Jahren Tanzunterricht an der Forrester's School of Dance. Im Alter von 13 Jahren zog sie nach London, wo sie mit ihrem Vater Amirul Haque, einem Gastronomen, gemeinsam mit seiner zweiten Frau lebte. Sie erwarb anschließend eine solide gesangliche und theatralische Ausbildung an den Arts Educational Schools in London.

### Karriere
Haques Karriere begann als Sängerin der Band Akasa; sie unterzeichneten 1988 einen Vertrag bei Warner Bros.
Anschließend begann sie zunächst eine Fernsehkarriere im fernöstlichen Bereich. So arbeitete sie sieben Jahre lang als Moderatorin für MTV Asia und dem südostasiatischen Sender Channel V.  Ab 1994 trat sie regelmäßig im Indischen Fernsehen auf. 1997 zog sie ganz nach Mumbai um, um hauptberuflich für den Sender Channel V zu arbeiten. 1999 war sie in ihrem ersten Bollywoodfilm Khoobsurat zu sehen.
Später drehte sie mehrere international bekannte Filme, darunter The Rising – Aufstand der Helden.
Erst 2002 kehrte Haque nach Großbritannien zurück, um als Rani in Andrew Lloyd Webbers Musical Bombay Dreams mitzuwirken. Später wirkte sie in mehreren international bekannten Musicals mit, darunter die Musicalproduktion Palast der Winde des West End Theaters, oder das britische Musical Wah! Wah! Girls.
2008 hatte sie eine kleine Nebenrolle in dem Film Wanted.
Zwischen Dezember 2008 und Juni 2009 spielte sie ihre international bekannteste Rolle Poppy Morales, die Barkeeperin und stellvertretende Managerin der fiktiven Kneipe Rovers Return, in der britischen Serie Coronation Street.
Im Jahr 2012 wirkte sie in der britischen BBC-Serie Fairy Tales mit. Im selben Jahr spielte sie in 15 Folgen in der britischen Mystery-Serie House of Anubis.
Als sie Ende 2012 an einer weiteren Produktion mitarbeitete, wurde bei ihr Krebs diagnostiziert.

### Familienleben und Tod
Haque lebte zuletzt gemeinsam mit ihrem Partner David White, einem Musicalregisseur in Knaphill, Surrey England. Das Paar baute gerade ein Hausboot, als sie erkrankte.
Die Krebsdiagnose wurde um Weihnachten 2012 gestellt. Durch ein Blutgerinnsel in der Lunge entstand eine Lungenentzündung. Haque starb am 16. Januar 2013 im Schlaf in einem Londoner Krankenhaus, während einer klinischen Untersuchungsphase.

## Filmografie

### Filme
- 1999: Khoobsurat
- 2000: Snip!
- 2000: Alaipayuthey
- 2000: Har Dil Jo Pyar Karega...
- 2001: Indian
- 2002: Haan Maine Bhi Pyaar Kiya
- 2002: Santosham
- 2003: Love at First Sight
- 2003: Sandhya
- 2003: Udhaya
- 2005: The Rising – Aufstand der Helden
- 2008: Wanted
- 2008: Hari Puttar: A Comedy of Terrors
- 2013: Jadoo

### Fernsehserien
- 2008: Fur TV (eine Folge)
- 2008: Fairy Tales (eine Folge)
- 2008–2009: Coronation Street (60 Folgen)
- 2012: House of Anubis (44 Folgen)

### Theater und Musicals
| Year | Titel              | Rolle         | Theater                                      |
| ---- | ------------------ | ------------- | -------------------------------------------- |
| 2002 | Bombay Dreams      | Rani          | Apollo Victoria and Shaftesbury Theatre      |
| 2005 | Palast der Winde   | Kabir Bedi    | Apollo Victoria and Shaftesbury Theatre      |
| 2012 | Wah! Wah! Girls    | Soraya        | Theatre Royal Stratford East/Peacock Theatre |
| 2012 | Privates on Parade | Sylvia Morgan | Noel Coward Theatre London’s West End        |